# Vlažne livade uz potok Malinska
Vlažne livade uz potok Malinska este o arie protejată (sit de importanță comunitară — SCI) din Croația întinsă pe o suprafață de 93,19 ha, integral pe uscat.

## Localizare
Centrul sitului Vlažne livade uz potok Malinska este situat la coordonatele 45°25′30″N 13°49′06″E / 45.424888°N 13.818455°E.

## Înființare
Situl Vlažne livade uz potok Malinska a fost declarat sit de importanță comunitară în iulie 2013 pentru a proteja 4 specii de animale.

## Biodiversitate
Situată în ecoregiunea mediteraneană, aria protejată nu include niciun habitat protejat.
La baza desemnării sitului se află mai multe specii protejate:
- amfibieni (1): Triturus carnifex
- nevertebrate (3): Coenonympha oedippus, fluturele auriu (Euphydryas aurinia), Vertigo angustior